# Runnin' Wild
Runnin' Wild è il primo album degli Airbourne, uscito nel 2007 per l'etichetta discografica Capitol Records.

## Tracce
Testi di Joel O'Keeffe.
1. Stand Up for Rock 'N' Roll – 4:01
2. Runnin' Wild – 3:38
3. Too Much, Too Young, Too Fast – 3:42
4. Diamond in the Rough – 2:53
5. Fat City – 3:26
6. Blackjack – 2:42
7. What's Eatin' You – 3:36
8. Girls in Black – 3:15
9. Cheap Wine & Cheaper Women – 3:10
10. Heartbreaker – 3:56
11. Let's Ride – 3:28
12. Hellfire – 2:19
13. Red Dress Women – 3:11 – traccia bonus online
14. Heads Are Gonna Roll – 3:49 – traccia bonus

Hellfire sostituisce Let's Ride nella versione neozelandese.

## Formazione
- Joel O'Keeffe - voce, chitarra
- David Roads- chitarra ritmica, cori
- Justin Street - basso, cori
- Ryan O'Keeffe - batteria